# Ilja Konowałow (hokeista)
Ilja Giennadijewicz Konowałow, ros. Илья Геннадиевич Коновалов (ur. 13 lipca 1998 w Jarosławiu) – rosyjski hokeista.

## Kariera
- Łokomotiw-2004 Jarosław do lat 16 (2013-2014)
- Łokomotiw-2004 Jarosław do lat 17 (2014-2015)
- Łoko-Junior Jarosław (2014-2015)
- Łoko Jarosław (2015-2018)
- HK Riazań (2017/2018)
- Łokomotiw Jarosław (2017-2021)
- Bakersfield Condors (2021/2022)
- Dinamo Moskwa (2022-)

Wychowanek klubu Łokomotiw w rodzinnym mieście. Początkowo był zawodnikiem drużyn juniorskich, w rozgrywkach MHL i MHL-B. Od sezonu KHL (2017/2018) zawodnik seniorskiego zespołu w lidze KHL. W maju 2021 został zawodnikiem Edmonton Oilers NHL. Jednocześnie jego prawa zawodnicze w ramach KHL nabyło Dinamo Moskwa. W sezonie 2021/2022 bronił tylko w zespole farmerskim Bakersfield Condors w AHL, a w czerwcu 2022 został zwolniony z Edmonton. W tym samym miesiącu związał się z kontraktem z Dinamem Moskwa.

## Sukcesy
Klubowe
- Złoty medal mistrzostw Rosji do lat 17: 2015 z Łokomotiw-2004 Jarosław
- Puchar Regionów – złoty medal MHL-B: 2016 z Łoko-Junior Jarosław
- Puchar Charłamowa – złoty medal MHL: 2016, 2018 z Łoko Jarosław

Indywidualne
- MHL-B (2015/2016):
  - Trzecie miejsce w klasyfikacji średniej goli straconych na mecz w sezonie zasadniczym: 1,55[6]
  - Trzecie miejsce w klasyfikacji skuteczności interwencji w sezonie zasadniczym: 93,6%[7]
  - Najlepszy bramkarz miesiąca: luty 2016
- MHL (2016/2017):
  - Drugie miejsce w klasyfikacji średniej goli straconych na mecz w fazie play-off: 1,67[8]
  - Drugie miejsce w klasyfikacji skuteczności interwencji w fazie play-off: 93,1%[9]
- MHL (2017/2018):
  - Pierwsze miejsce w klasyfikacji średniej goli straconych na mecz w fazie play-off: 1,23[10]
  - Trzecie miejsce w klasyfikacji skuteczności interwencji w fazie play-off: 94,5%[11]
  - Najbardziej Wartościowy Zawodnik (MVP) w fazie play-off[12]
- KHL (2018/2019):
  - Najlepszy pierwszoroczniak miesiąca - październik 2018[13], luty 2019[14], marzec 2019[15]
  - Najlepszy bramkarz miesiąca - styczeń 2019[16]
  - Trzecie miejsce w klasyfikacji meczów bez straty gola w sezonie zasadniczym: 10
  - Nagroda dla najlepszego pierwszoroczniaka sezonu KHL im. Aleksieja Czeriepanowa[17]
- KHL (2019/2020):
  - Mecz Gwiazd KHL
- KHL (2022/2023):
  - Najlepszy bramkarz miesiąca - wrzesień 2022[18]
  - Gol w meczu Torpedo Niżny Nowogród – Dinamo Moskwa 4:6 (17 stycznia 2023)[19][20]
- KHL (2023/2024):
  - Czwarte miejsce w klasyfikacji średniej goli straconych na mecz w sezonie zasadniczym: 2,05